# Hubert Henno
Hubert Henno (Boulogne-Billancourt, 6 ottobre 1976) è un allenatore di pallavolo ed ex pallavolista francese.
Giocava nel ruolo di libero. Allena il Tours.

## Carriera

### Giocatore
La carriera di Hubert Henno inizia a livello giovanile prima nel CASG Paris e poi nell'Asnières Volley 92. Nel 1996 viene promosso in prima squadra, dove resta per tre stagioni, al termine delle quali ottiene le prime convocazioni in nazionale. Per tre stagioni dal 1999 al 2002 gioca nel Paris Volley con cui domina la scena in patria, vincendo tre campionati francesi e due Coppe di Francia; in ambito europeo vince una Coppa delle Coppe, una Supercoppa europea ed una Champions League. Con la nazionale si classifica al terzo posto al campionato mondiale, dove viene premiato come miglior libero.
Tra il 2002 ed il 2005 gioca nel Tours Volley-Ball, con cui vince un altro titolo di Francia, altre due coppe nazionali ed una Supercoppa francese, confermandosi anche a livello continentale con la vittoria della Champions League, occasione nella quale riceve un altro premio come miglior libero. In nazionale è finalista e miglior libero del campionato europeo nel 2003. Viene poi ingaggiato dal Volejbol'nyj klub Dinamo Moskva nella Superliga russa, vincendo campionato e Coppa di Russia. Nel 2006 si classifica secondo alla World League con la nazionale francese.
Nel 2006-07 fa il suo esordio nel Serie A1 italiana tra le file della neonata M. Roma; nei due anni con la società capitolina disputa due finali di Coppa Italia ed una finale di Supercoppa italiana e si aggiudica una Coppa CEV. La stagione 2008-09 passa al Volley Forlì, con cui conclude la stagione con una deludente retrocessione; viene però ingaggiato nuovamente dal Paris Volley col quale disputa solo i play-off scudetto e si aggiudica il campionato francese per la quinta volta. Nel 2009 è finalista al campionato europeo con la nazionale francese, ricevendo anche il premio di miglior libero.
Nel 2009-10 passa alla Piemonte Volley, dove gioca tre stagioni: durante la prima si aggiudica Supercoppa italiana, la Coppa CEV (di cui è il miglior libero), e lo scudetto; durante la seconda vince la Coppa Italia. Nella stagione 2012-13 passa all'Associazione Sportiva Volley Lube di Macerata, poi spostatasi definitivamente a Treia, dove resta per due campionati, aggiudicandosi due Supercoppe italiane e lo scudetto al termine dell'annata 2013-14.
Nella stagione 2015-16 torna in patria nella squadra di Tours, con cui vince la Supercoppa francese 2015, la Coppa CEV 2016-17, due scudetti e la Coppa di Francia 2018-19: al termine della stagione 2018-19 annuncia il suo ritiro dall'attività agonistica.

### Allenatore
Dopo il ritiro dall'attività agonistica viene nominato nuovo allenatore della stessa formazione transalpina del Tours per l'annata 2019-20. Dal 2021 è allenatore del Nantes, con il quale nel 2024 vince la Coppa di Francia. 
Terminate le attività del club transalpino diviene nuovo ct della nazionale spagnola. 
Dalla stagione 2025-26 è di scena in Polonia, dove allena il Gorzów Wielkopolski.

## Palmarès

### Giocatore

#### Club
- Campionato francese: 7

1999-00, 2000-01, 2001-02, 2003-04, 2008-09, 2017-18, 2018-19
- Campionato russo: 1

2005-06
- Campionato italiano: 2

2009-10, 2013-14
- Coppa di Francia: 5

1999-00, 2000-01, 2002-03, 2004-05, 2018-19
- Coppa di Russia: 1

2006
- Coppa Italia: 1

2010-11
- Supercoppa francese: 2

2005, 2015
- Supercoppa italiana: 3

2010, 2012, 2014
- Champions League: 2

2001-02, 2004-05
- Coppa delle Coppe: 1

1999-00
- Coppa CEV: 3

2007-08, 2009-10, 2016-17
- Supercoppa europea: 1

2000

#### Premi individuali
- 2001 - Campionato europeo: Miglior ricevitore
- 2002 - Campionato mondiale: Miglior libero
- 2003 - Campionato europeo: Miglior difesa
- 2005 - Champions League: Miglior libero
- 2008 - All Star Game: MVP
- 2009 - Campionato europeo: Miglior libero
- 2010 - Coppa CEV: Miglior libero
- 2011 - Serie A1: Miglior ricezione
- 2014 - Serie A1: Miglior ricezione
- 2016 - Ligue A: Miglior libero
- 2017 - Ligue A: Miglior libero
- 2018 - Ligue A: Miglior libero

### Allenatore
- Coppa di Francia: 1

2024-25